# NGC 664
NGC 664 (również PGC 6359 lub UGC 1210) – galaktyka spiralna (Sb), znajdująca się w gwiazdozbiorze Ryb. Odkrył ją John Herschel 24 września 1830 roku.
W galaktyce tej zaobserwowano do tej pory trzy supernowe – SN 1996bw, SN 1997W i SN 1999eb.